# Tommie Niessen

Tommie Niessen (Helmond, 11 juni 1991) is een Nederlands auteur, blogger en verpleegkundige.
Niessen volgde eerst een opleiding tot ziekenverzorgende en daarna een MBO-opleiding voor verpleegkunde. Niessen schrijft over de ervaringen die hij opdoet tijdens zijn werk als verpleegkundige in de wijk en in de palliatieve zorg. Hij begon te schrijven over zijn ervaringen op zijn blog en op sociale media. Hij kreeg landelijke bekendheid met zijn in 2018 uitgekomen boek Tommie in de zorg.

## Bestseller 60
| Boeken met noteringen in de Nederlandse Bestseller 60 | Jaar van verschijnen | Datum van binnenkomst | Hoogste positie | Aantal weken | Opmerkingen |
| ----------------------------------------------------- | -------------------- | --------------------- | --------------- | ------------ | ----------- |
| Tommie in de zorg                                     | 2018                 | 19-10-2018            | 3               | 6            |             |
| Tommie in gesprek                                     | 2020                 | 21-10-2020            | 19              | 1            |             |
| Kastanjehove                                          | 2021                 | 13-02-2021            | 46              | 1            |             |

## Politiek
In november 2021 stelde Niessen zich verkiesbaar als gemeenteraadslid voor de partij GroenLinks in Helmond en kreeg de zesde plaats op de kieslijst.
Op 30 maart 2022 werd hij beëdigd tot gemeenteraadslid door burgemeester Elly Blanksma-van den Heuvel.
In maart 2023 heeft Niessen zijn raadslidmaatschap neergelegd omdat hij het niet langer kon combineren met zijn andere werkzaamheden.
In juli 2024 maakt Tommie Niessen zijn terugkeer in de Helmondse politiek. Hij neemt op 2 juli 2024 de zetel in de gemeenteraad over van GroenLinks-partijgenoot Thomas Tuerlings.  